# Mustelus widodoi
Mustelus widodoi är en hajart som beskrevs av White och Last 2006. Mustelus widodoi ingår i släktet Mustelus och familjen hundhajar. IUCN kategoriserar arten globalt som otillräckligt studerad. Inga underarter finns listade i Catalogue of Life.